# Намбарин Енхбаяр
Намбарин Енхбаяр (монг. Намбарын Энхбаяр; нар. 1 червня 1958, Улан-Батор) — президент Монголії з 24 червня 2005 до 18 червня 2009 року.

## Біографія
Закінчив Московський літературний інститут в 1980 році і Університет Лідса у Великій Британії. Бурят за національністю.
У 1980–1990 працював перекладачем, був генеральним секретарем і віце-президентом Спілки письменників Монголії. Енхбаяр став першим обраним членом Народного хуралу в 1992 році і був міністром культури з 1992 по 1996 рік. З 1997 року Енхбаяр був лідером опозиції і переміг на загальних виборах 2000 року (прем'єр-міністр з 26 липня 2000 до 20 серпня 2004 року). У 2004 році він стає спікером парламенту.
На президентських виборах 22 травня 2005 Енхбаяр, кандидат від Монгольської народно-революційної партії, отримав 54,2% голосів. Його суперник, кандидат від Демократичної партії М. Енхсайхан набрав 20,2% голосів.
На президентських виборах 24 травня 2009 зазнав поразки від Ц. Елбегдоржа. У 2010 році, після перейменування МНРП в Монгольську народну партію, вийшов з неї на знак протесту проти цього кроку і заснував нову партію зі старою назвою.
13 квітня 2012 був заарештований. Йому інкримінується факт корупційної угоди з продажу державної власності. У серпні 2012 р. засуджений до 4 років позбавлення волі. Пізніше термін тюремного ув'язнення був скорочений до 2,5 років.